# Preston King

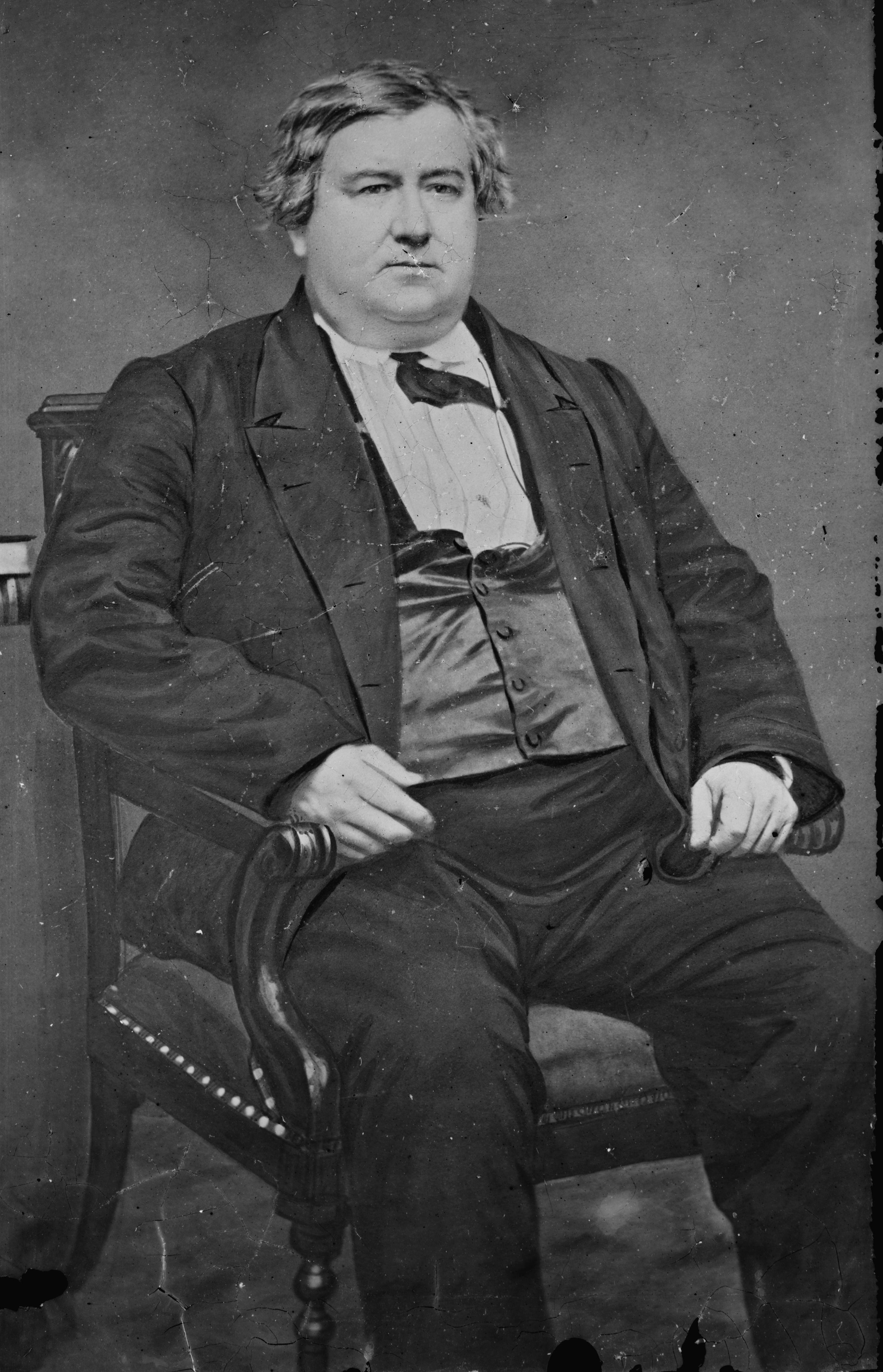
Preston King

Preston King (* 14. Oktober 1806 in Ogdensburg, New York; † 12. November 1865 in New York City) war ein US-amerikanischer Politiker, der den Bundesstaat New York in beiden Kammern des US-Kongresses vertrat.
King studierte zunächst die Klassischen Altertumswissenschaften und machte 1827 seinen Abschluss am Union College in Schenectady. Nach seiner Ausbildung zum Juristen wurde er in die Anwaltskammer aufgenommen und begann im St. Lawrence County zu praktizieren. Mit dem St. Lawrence Republican gab er ab 1830 eine Zeitung heraus; von 1831 bis 1834 fungierte er als Postmeister seiner Heimatstadt.
Seine politische Laufbahn begann mit der Wahl in die New York State Assembly, der er von 1835 bis 1838 angehörte. King, zu diesem Zeitpunkt noch Demokrat, zog dann am 4. März 1843 ins Repräsentantenhaus der Vereinigten Staaten ein, wo er vier Jahre lang den 18. Kongresswahlbezirk des Staates New York vertrat. Nach seinem Übertritt zur Free Soil Party kehrte er am 4. März 1849 in den Kongress zurück und verbrachte dort weitere vier Jahre.
Schließlich schloss King sich den Republikanern an und wurde als deren Repräsentant in den US-Senat gewählt. Er nahm sein Mandat dort ab dem 4. März 1857 wahr und schied nach einer sechsjährigen Legislaturperiode auf eigenen Wunsch aus dem Kongress aus. Während dieser Zeit war er unter anderem Vorsitzender des Committee on Revolutionary Claims. Zwischenzeitlich galt er 1860 als Anwärter auf die republikanische Nominierung zum Vizepräsidenten, die dann aber an Hannibal Hamlin ging.
In der Folge war Preston King wieder als Anwalt tätig, nahm aber auch weiter am politischen Geschehen teil. So gehörte er 1864 für die Republikaner dem Electoral College an, das Präsident Abraham Lincoln im Amt bestätigte. Dessen Nachfolger Andrew Johnson ernannte King 1865 zum Steuereinnehmer im Hafen von New York. Dort beging dieser noch im selben Jahr Suizid, als er mit einem um seinen Hals gebundenen Beutel voller Kugeln von einer Fähre sprang und ertrank.